# Fritz-Reuter-Straße 6 (München)

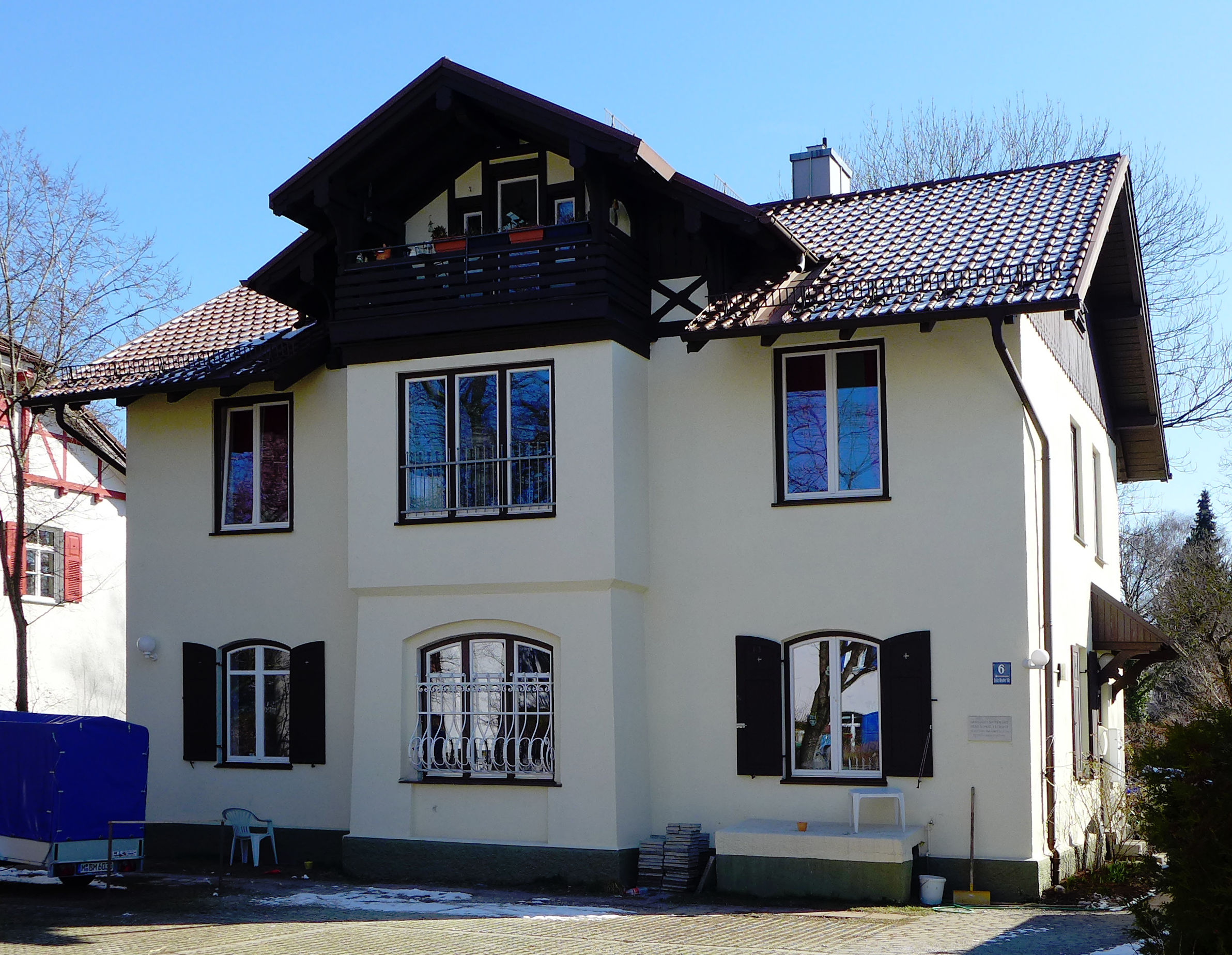
Villa Fritz-Reuter-Straße 6 im Stadtteil Pasing von München

Das Gebäude Fritz-Reuter-Straße 6 im Stadtteil Pasing der bayerischen Landeshauptstadt München wurde 1893 errichtet. Die ehemalige Villa in der Fritz-Reuter-Straße, die zur Frühbebauung der Villenkolonie Pasing I gehört, ist ein geschütztes Baudenkmal.
Der zweigeschossige Satteldachbau mit zentralem Balkonerker im Mittelrisalit, Holzverschalung und Zierfachwerk wurde nach Plänen des Architekturbüros August Exter im Heimatstil errichtet. Er entspricht einem Standardentwurf des Architekturbüros. 
Das Haus, das stark verändert wurde, wird heute als Verwaltungsgebäude genutzt.